# DOCTOR PRICE
『DOCTOR PRICE』（ドクタープライス）は、逆津ツカサ（原作）・有柚まさき（作画）による日本の漫画作品。『漫画アクション』（双葉社）にて、2022年11号から2024年15号まで連載された。
2025年7月期に読売テレビ制作・日本テレビ系「日曜ドラマ」枠にてテレビドラマが放送中。

## 書誌情報
- 逆津ツカサ（原作）・有柚まさき（作画） 『DOCTOR PRICE』双葉社〈アクションコミックス〉、全5巻
  1. 2023年3月28日発売[4][5]、ISBN 978-4-575-85825-9
  2. 2023年7月27日発売[6]、ISBN 978-4-575-85863-1
  3. 2023年12月27日発売[7]、ISBN 978-4-575-85923-2
  4. 2025年6月26日発売[8]、ISBN 978-4-575-86107-5
  5. 2025年6月26日発売[9]、ISBN 978-4-575-86108-2

## テレビドラマ
2025年7月6日から読売テレビ制作・日本テレビ系「日曜ドラマ」枠にて放送中。主演は岩田剛典。

### キャスト

#### 主要人物
鳴木金成（なるき かねなり）〈34〉
演 - 岩田剛典
転職エージェント会社「Dr.コネクション」社長。元極東大学病院の小児科医。
夜長亜季（よなが あき）〈24〉
演 - 蒔田彩珠
「Dr.コネクション」の事務スタッフ。

#### 極東大学病院
依岡健（よりおか たける）〈34〉
演 - 北山宏光
鳴木の極東大学病院時代の同期で人事総務課に所属。
倉持栄治（くらもち えいじ）〈46〉
演 - 坪倉由幸
極東大学病院の循環器内科医。教授。
塚田明（つかだ あきら）〈51〉
演 - 水橋研二
極東大学病院の総合内科医。教授。
網野景仁（あみの かげひと）〈53〉
演 - ユースケ・サンタマリア
極東大学病院の心臓血管外科医。教授。
天童真保（てんどう まほ）〈49〉
演 - 篠原涼子
極東大学病院の院長。

#### 周辺人物
石上道徳（いしがみ みちのり）〈42〉
演 - 三浦貴大
転職エージェント会社「メディエイト・マネジメント」の社長。鳴木をライバル視する。北見の叔父。
北見まもり（きたみ まもり）〈28〉
演 - 成海璃子
労働基準監督署の職員。石上の姪。
鳴木将成（なるき まさなり）〈享年53〉
演 - 林泰文
金成の父。極東大学病院の心臓血管外科医。3年前、医療過誤を起こし自ら命を絶つ。
銅坂麻衣（どうさか まい）
演 - 菊池日菜子
極東大学病院の系列である愛咲療養病院に入院している患者。鳴木将成の医療過誤により昏睡状態になっている。
銅坂沙百合
演 - 佐伯日菜子
銅坂麻衣の母親。
銅坂優作
演 - 赤ペン瀧川
銅坂麻衣の父親。
廣野勝久（ひろの かつひさ）
演 - 笠原秀幸（第3話 - ）
極東大学病院にスティフトを納入している医療機器メーカー「スティファ―社」の社員。
安藤佳恵（あんどう よしえ）
演 - 大西礼芳（第3話 - ）
銅坂麻衣の手術に関わっていた看護師。事件後、極東大学病院を辞め、現在は三葉訪問クリニックに勤務している。シングルマザー。

#### ゲスト

##### 第1話
宇佐美博
演 - 戸田昌宏（第2話 - 第5話）
メディエイト・マネジメント社員。
持田徹
演 - 安部伊織（第3話・第4話）
メディエイト・マネジメント社員。
依岡勇気
演 - 石塚陸翔（第3話・第6話）
依岡健の息子。

葛葉圭祐（くずは けいすけ）
演 - 阿部顕嵐
極東大学病院の救急医。鳴木の後輩。鳴木に転職先の紹介を依頼し、柊木総合病院を紹介される。
新井夏希（あらい なつき）
演 - 宮内ひとみ
葛葉と同期で柊木総合病院の麻酔科医。最近離婚したシングルマザー。未だに縫合が苦手。葛葉が柊木総合病院に転職したことで解雇されてしまう。
柊木菖蒲（ひいらぎ あやめ）
演 - 黒沢あすか
柊木総合病院の院長。
七海竜騎（ななみ りゅうき）
演 - 神保悟志
霞野整形外科病院の事務長。
馬場秀平（ばば しゅうへい）
演 - 濱津隆之
極東大学病院の救急医。准教授。研修医にパワハラしており、鳴木にモップで殴打される。
新井実花
演 - 西島海心
新井夏希の娘。
記者
演 - 永尾宗大（第2話）、はぎの一（第2話）
3年前、極東大学病院の記者会見で医療過誤について質問した記者。
人事課長
演 - 松下貞治
極東大学病院人事課長。
救急隊員
演 - ユガミノーマル

男性
演 - 松井薫平
石上に転職先を斡旋してもらい礼を言う男性。
看護師
演 - 菅野恵、榊原麗、長谷部洋子（役：看護師長）、布施柚乃（役名：高木）
霞野整形外科病院 看護師。
アナウンサー
声 - 佐藤委子
霞野整形外科病院 死亡事故“隠蔽”の疑いのニュースを伝える。
男の子、男の子、女の子
演 - 相川稜、木下瑛太、山中志笑
3年前、極東大学病院の小児科病棟に入院していた子供たち。
笠原連
演 - 北村舞香（NEOアラモード、第2話）
極東大学病院心臓血管外科 医師。

##### 第2話
谷村
演 - ドロンズ石本（第5話）
労働基準監督署の北見の上司。
安斎悠人（あんざい ゆうと）
演 - 尾上寛之
永和総合病院消化器外科 医師。鳴木の草野球仲間。療養型病院への転職を希望する。石上からはケアミックス型病院を薦められるが、鳴木の薦める愛咲療養病院（極東大学病院の系列）への転職を決める。
安斎香織（あんざい かおり）
演 - 小島藤子
悠人の妻。主婦。
三好義一（みよし ぎいち）
演 - 小堺一機
ケアミックス型病院の双葉記念病院の理事長。人手不足に悩んでいる。
福原
演 - 金井美樹
愛咲療養病院での安斎の担当患者・福原の娘。
安斎悠人の母
演 - 小椋あずき

小杉
演 - 青木将彦
双葉記念病院を退職する医師。
看護師
演 - 藤田記子
愛咲療養病院の看護師。
患者の夫
演 - 辻創太郎
永和総合病院で安斎に妻の手術をしてもらい感謝する夫。
看護師
演 - 平松ゆり
永和総合病院の看護師。

##### 第3話
押切多恵（おしきり たえ）
演 - 山本未來
コンサル会社「グレイシアコンサルティング」社長。経営コンサルタント。三葉訪問クリニックを買収しようとしており、新しい院長を探している。
楢崎弥生（ならざき やよい）
演 - 朝倉あき
「Dr.コネクション」を訪ねてくる総合内科医。父が経営する楢崎クリニックでしか働いたことがない。来年分院ができ、そこの院長になる予定だが、1年だけ外の病院で経験を積みたい、と希望を告げる。
竹村法子（たけむら のりこ）
演 - 遊井亮子
白百合クリニック 院長。美容外科医。押切の被害者。
安藤蒼
演 - 近江晃成（第4話）
安藤佳恵の息子。拡張型心筋症で3ヶ月前から極東大学病院に入院している。心臓移植が必要で、ドナーを待っている。
吉田
演 - 阿岐之将一
押切の秘書。
鷲見弘恵の夫
演 - 関口アナン
”スティフト”によるカテーテル手術を倉持に執刀してもらった鷲見弘恵の夫。
編集者
演 - 元松あかね
押切にインタビューする雑誌編集者。
院長
演 - たんじだいご
三葉訪問クリニック 院長。
医師
演 - 青山祥子
石上が連れて来た三葉訪問クリニックの院長候補者。
オペスタッフ
演 - 江原パジャマ（第4話・第6話）、宇乃うめの（第4話・第6話）、道本成美（第4話・第6話）
銅坂麻衣の手術スタッフ。

##### 第4話
森家一平（もりや いっぺい）
演 - 兵頭功海
現在、経営難で売りに出されている森栄会病院の院長。循環器内科医。転職を希望して石上を訪ねるがいずれも不採用となり、夜長に薦められて鳴木の元を訪れる。そして鳴木から、リハビリに特化した古桜記念病院を紹介される。
森家翔子（もりや しょうこ）
演 - 朝加真由美
一平の母。森栄会病院の前院長。鳴木の大学時代の恩師。
麻生裕子
演 - 相馬有紀実
舞凛の母。
麻生舞凛
演 - 小池叶七芽
極東大学病院に入院している患者。同い年の安藤蒼と仲良くなる。蒼と同じく、心臓病でドナー待ちしている。
看護師
演 - 丸谷南風
森栄会病院の看護師。
事務員
演 - 寺田浩子、道田里羽
森栄会病院の事務員。
医師
演 - 林浩太郎
森家一平が以前働いていた病院の医師。オンコールをすっぽかした一平を叱責する。
救急隊員
演 - 井上喜介
森栄会病院に患者を搬送する救急隊員。

##### 第5話
巻原秀一（まきはら しゅういち）
演 - 久保田悠来
極東大学病院の研究熱心で優秀な総合内科医。論文の内容が過去に塚田教授が書いた論文を否定する内容だったため、パワハラを受けるようになってしまい「Dr.コネクション」を訪れる。
職員
演 - 鈴木裕樹
東京労働基準監督署の職員。北見まもりの同僚。
風間辰郎
演 - 杉木隆幸
巻原の内定を取り消した昭栄総合病院の院長。

渡辺
演 - 佐藤京
昭栄総合病院の受付スタッフ。

野村
演 - 金子晟士
少年野球で代打で出場する少年。

##### 第6話
石上倫志（いしがみ さとし）
演 - 新納慎也
北見まもりの父、石上道徳の兄。精神科医に戻りたいと道徳に頼むが断られ、「Dr.コネクション」を訪ねる。
同僚
演 - 三村和敬、田中聡元、島丈明（役名：上野聡美）
10年前、石上倫志が精神科医として働いていた希望野里病院の同僚精神科医。
職員
演 - 西興一朗、細井じゅん
「スティファ―社」の廣野勝久の部下。
アナウンサー
声 - 田畑祐一
10年前、テレビで大規模指定医取消処分のニュースを報じたアナウンサー。
幹部
演 - みずと良（第5話）、ふるごおり雅浩（第5話）
極東大学病院定例会の出席者。

### スタッフ
- 原作 - 原作・逆津ツカサ／作画・有柚まさき『DOCTOR PRICE』（双葉社「アクションコミックス」）[3]
- 脚本 - 小峯裕之、本田隆朗[3]
- 演出 - 山本大輔、木村ひさし[3]
- 音楽 - 河野伸[3]
- 主題歌 - Omoinotake「フェイクショー」（Sony Music Labels）[62]
- 職業取材 - 逆津ツカサ
- 医療監修 - 中澤暁雄
- 法律監修 - 本山信二郎
- チーフプロデューサー - 中間利彦（読売テレビ）[3]
- プロデューサー - 多鹿雄策（読売テレビ）、髙橋亜美花（スタジオブルー）、平体雄二（スタジオブルー）[3]
- 制作協力 - スタジオブルー[3]
- 制作著作 - 読売テレビ[3]

### 放送日程
| 各話                                                                     | 放送日  | サブタイトル                             | ラテ欄                                             | 脚本     | 演出       | 視聴率 |
| ------------------------------------------------------------------------ | ------- | ---------------------------------------- | -------------------------------------------------- | -------- | ---------- | ------ |
| EPISODE1                                                                 | 7月06日 | 医師を売りさばくダークヒーローが闇を暴く | #1 医師を売るダークヒーロー!! 医療業界の闇を暴く   | 小峯裕之 | 山本大輔   | 5.0％  |
| EPISODE2                                                                 | 7月13日 | 延命治療は金になる?医療過誤の真相を暴け  | #2 延命治療は金になる!? 不正を暴き病院から金を奪え | 小峯裕之 | 山本大輔   |        |
| EPISODE3                                                                 | 7月27日 | 医療過誤の鍵を握る看護師の正体に辿り着け | #3 事件の鍵を握る看護師の正体を暴け! VS女詐欺師!   | 本田隆朗 | 山本大輔   |        |
| EPISODE4                                                                 | 8月03日 | 全真相判明! 父を死に追い込んだ犯人は誰だ | #4 全真相判明! 父を死に追い込んだ真犯人は誰か!?    | 本田隆朗 | 山本大輔   |        |
| EPISODE5                                                                 | 8月10日 | 作戦決行! 医療過誤の証拠を見つけ悪を裁け | #5 作戦決行! 医療過誤の証拠を見つけ、巨悪を裁け!   | 小峯裕之 | 木村ひさし |        |
| EPISODE6                                                                 | 8月17日 | 黒幕判明! 巨悪を潰し亡き父の復讐を果たせ | #6 ついに黒幕判明! 巨悪を潰し亡き父の復讐を果たせ  | 小峯裕之 | 木村ひさし |        |
| 平均視聴率 %（視聴率はビデオリサーチ調べ、関東地区・世帯・リアルタイム） |         |                                          |                                                    |          |            |        |

- 7月20日は第27回参議院議員通常選挙に伴うNNN選挙特別番組『zero選挙2025』第1部放送（日本テレビ制作、19:58 - 23:55）のため休止[10]。

| 日本テレビ系列 日曜ドラマ                                                                       | 日本テレビ系列 日曜ドラマ                             | 日本テレビ系列 日曜ドラマ |
| 前番組                                                                                          | 番組名                                                | 次番組                    |
| ----------------------------------------------------------------------------------------------- | ----------------------------------------------------- | ------------------------- |
| ダメマネ! -ダメなタレント、マネジメントします- （2025年4月20日 - 6月22日） - 【日本テレビ制作】 | DOCTOR PRICE （2025年7月6日 - ） - 【読売テレビ制作】 | -                         |